# Saison 5 de Stargate Atlantis
Chronologie
Saison 4 Stargate : Extinction
Cet article présente le guide des épisodes de la cinquième saison de la série télévisée Stargate Atlantis.

## Distribution

### Casting principal
- Joe Flanigan (VF : Pierre Tessier) : Lieutenant-Colonel John Sheppard
- Rachel Luttrell (VF : Gaëlle Savary) : Teyla Emmagan
- David Hewlett (VF : Jérôme Rebbot) : Dr Meredith Rodney McKay
- Jason Momoa (VF : Pascal Casanova) : Ronon Dex
- Jewel Staite (VF : Laura Blanc) : Dr Jennifer Keller
- Robert Picardo (VF : Bernard Alane) : Richard Woolsey

### Invités
- Amanda Tapping (VF : Hélène Chanson) : Colonel Samantha Carter (5.01 et 5.20)
- Mitch Pileggi (VF : Jacques Albaret) : Colonel Steven Caldwell (5.01, 5.10 et 5.20)
- Paul McGillion (VF : Guillaume Lebon) : Dr Carson Beckett (5.02, 5.07, 5.12, 5.18 et 5.20)
- Kate Hewlett : Jeannie Miller (5.06)
- Michael Shanks (VF : William Coryn) : Dr Daniel Jackson (5.10 et 5.11)
- Connor Trinneer (VF : Damien Boisseau) : Michael Kenmore (5.01 et 5.14)
- Gary Jones (VF : Sébastien Desjours) : Sergent Walter Harriman (5.16, 5.19 et 5.20)
- Michael Beach (VF : Serge Faliu) : Colonel Abraham Ellis  (5.20)

## Épisodes

### Épisode 1:La vie avant tout
- États-Unis : 11 juillet 2008 sur SciFi
- France : 8 janvier 2009 sur Série club

- Sharon Taylor (Amelia Banks)
- Jeremy Jones (Lieutenant Edison)
- Amanda Tapping (Colonel Samantha Carter)
- Kavan Smith (Major Evan Lorne)
- Connor Trinneer (Michael Kenmore)
- Mitch Pileggi (Colonel Steven Caldwell)
- Martin Christopher (Major Kevin Marks)
- Patrick Sabongui (Kanaan)
- Leela Savasta (Vega)

Cet épisode se situe juste avant Stargate : Continuum.

### Épisode 2:Contamination
- États-Unis : 18 juillet 2008 sur SciFi
- France : 8 janvier 2009 sur Série club

- David Nykl (Dr Radek Zelenka)
- Paul McGillion (Dr Carson Beckett)
- Sharon Taylor (Amelia Banks)

### Épisode 3:Une question d'honneur
- États-Unis : 25 juillet 2008 sur SciFi
- France : 8 janvier 2009 sur Série club

- Kavan Smith (Major Evan Lorne)
- Sean Campbell (Solen Sincha)
- Mark Dacascos (Tyre)
- Patrick Sabongui (Kanaan)
- Tyler McClendon ("Kenny")

### Épisode 4:Tous les possibles
- États-Unis : 1er août 2008 sur SciFi
- France : 15 janvier 2009 sur Série club

- Chuck Campbell (Sergent Chuck)
- David Nykl (Dr Radek Zelenka)
- Kavan Smith (Major Evan Lorne)
- Tracy Waterhouse (Colonel Sobel)

### Épisode 5:Les fantômes du passé
- États-Unis : 15 août 2008 sur SciFi
- France : 15 janvier 2009 sur Série club

- David Nykl (Dr Radek Zelenka)
- Michelle Morgan (Dr Elizabeth Weir)
- Robert Moloney (Koracen)
- Leanne Adachi (Lia)
- Chuck Campbell (Sergent Chuck)

### Épisode 6:Seconde enfance
- États-Unis : 22 août 2008 sur SciFi
- France : 22 janvier 2009 sur Série club

- David Nykl (Dr Radek Zelenka)
- Kate Hewlett (Jeannie Miller)
- Sharon Taylor (Amelia Banks)

### Épisode 7:Les démons de la brume
- États-Unis : 5 septembre 2008 sur SciFi
- France : 22 janvier 2009 sur Série club

- Paul McGillion (Dr Carson Beckett)
- Christina Cox (Major Anne Teldy)
- Leela Savasta (Capitaine Alicia Vega)
- Nicole de Boer (Dr Alison Porter)
- Janina Gavankar (Sergent Dusty Mehra)

### Épisode 8:La nouvelle Reine
- États-Unis : 12 septembre 2008 sur SciFi
- France : 29 janvier 2009 sur Série club

- Apollonia Vanova (La Prééminente)
- Christopher Heyerdahl ("Todd")
- Sharon Taylor (Amelia Banks)
- Tyler McClendon ("Kenny")

### Épisode 9:Jeu de piste
- États-Unis : 19 septembre 2008 sur SciFi
- France : 29 janvier 2009 sur Série Club

- Chelah Horsdal (Erran)
- Mike Dopud (Kiryk)

### Épisode 10:Premier contact (1/2)
- États-Unis : 26 septembre 2008 sur SciFi
- France : 5 février 2009 sur Série Club

- Christopher Heyerdahl ("Todd")
- Tyler McClendon ("Kenny")
- Michael Shanks (Daniel Jackson)
- David Nykl (Dr Radek Zelenka)
- Mitch Pileggi (Colonel Steven Caldwell)
- Martin Christopher (Major Kevin Marks)
- Sharon Taylor (Amelia Banks)
- Chuck Campbell (Sergent Chuck)

### Épisode 11:La tribu perdue (2/2)
- États-Unis : 10 octobre 2008 sur SciFi
- France : 5 février 2009 sur Série Club

- Christopher Heyerdahl ("Todd")
- Tyler McClendon ("Kenny")
- Michael Shanks (Dr Daniel Jackson)
- David Nykl (Dr Radek Zelenka)
- Daniella Alonso (Capitaine Katana Labreya)
- Martin Christopher (Major Kevin Marks)
- Sharon Taylor (Amelia Banks)
- Linda Ko (Infirmière Marie)
- Claire Robertson (Ingénieure Mila)

### Épisode 12:Les Balarans
- États-Unis : 17 octobre 2008 sur SciFi
- France : 12 février 2009 sur Série Club

- Paul McGillion (Dr Carson Beckett)
- Joel Polis (Elson)
- Sean Tyson (Jervis)
- Agam Darshi (Novo)
- Sarah Deakins (Renni)
- G. Michael Gray (Sefaris)
- Tyler McClendon ("Kenny")

### Épisode 13:Inquisition
- États-Unis : 24 octobre 2008 sur SciFi
- France : 12 février 2009 sur Série Club

- Kavan Smith (Major Evan Lorne)
- Alan Blumenfeld (Dimas)
- David Lovgren (Kelore)
- Tobias Slezak (Myrus)
- Kaaren De Zilva (Shiana)

### Épisode 14:Le fils prodigue
- États-Unis : 7 novembre 2008 sur SciFi
- France : 19 février 2009 sur Série Club

- Kavan Smith (Major Evan Lorne)
- Connor Trinneer (Michael Kenmore)
- David Nykl (Dr Radek Zelenka)
- Sharon Taylor (Amelia Banks)

### Épisode 15:Les Sekkaris
- États-Unis : 14 novembre 2008 sur SciFi
- France : 19 février 2009 sur Série Club

- Robert Davi (Acastus Kolya)
- Tamlyn Tomita (Shen Xiaoyi)
- David Nykl (Dr Radek Zelenka)
- Anna Galvin (Dr Vanessa Conrad)
- Sharon Taylor (Amelia Banks)
- Chuck Campbell (Sergent Chuck)

### Épisode 16:Rendez-vous glacial
- États-Unis : 21 novembre 2008 sur SciFi

- Dave Foley (Malcolm Tunney)
- Marshall Bell (Terrence Kramer)
- Bill Nye (lui-même)
- Gary Jones (Sergent Walter Harriman)
- Neil deGrasse Tyson (lui-même)

- Apparition dans leurs propres rôles de Bill Nye, célèbre vulgarisateur scientifique, et de Neil deGrasse Tyson, astrophysicien.

### Épisode 17:Entre la vie et la mort
- États-Unis : 5 décembre 2008 sur SciFi

- Christopher Heyerdahl ("Todd")
- Kavan Smith (Major Evan Lorne)
- Sharon Taylor (Amelia Banks)

### Épisode 18:Identité
- États-Unis : 12 décembre 2008 sur SciFi

- Paul McGillion (Dr Carson Beckett)
- Dawn Olivieri (Neeva Casol)
- David Nykl (Dr Radek Zelenka)
- Ronald Selmour (Jannik)
- Todd Thomson (Bordal)

### Épisode 19:Las Vegas
- États-Unis : 2 janvier 2009 sur SciFi

- Gary Jones (Sergent Walter Harriman)
- David Nykl (Dr Radek Zelenka)
- Christopher Heyerdahl ("Todd")
- Paul Jarrett (Capitaine Hendricks)
- Joel Goldsmith (Joueur de poker)

- Cet épisode reprend certains effets (flashbacks, visuel de Las Vegas...) des Experts.
- Caméo de Joel Goldsmith, le compositeur de la musique des différentes séries Stargate.

### Épisode 20:L'empire contre-attaque
- États-Unis : 9 janvier 2009 sur SciFi

- Paul McGillion (Dr Carson Beckett)
- Amanda Tapping (Colonel Samantha Carter)
- Christopher Heyerdahl ("Todd")
- Tyler McClendon ("Kenny")
- David Nykl (Dr Radek Zelenka)
- Gary Jones (Sergent Walter Harriman)
- Colin Cunningham (Major Paul Davis)
- Kavan Smith (Major Evan Lorne)
- Mitch Pileggi (Colonel Steven Caldwell)
- Michael Beach (Colonel Abraham Ellis)
- Chuck Campbell (Sergent Chuck)
- Martin Christopher (Major Kevin Marks)